# Il Vittorioso
Il Vittorioso (talijanski: "Pobjednik") bio je tjedni strip časopis koji je izlazio u Italiji od 1937. do 1966. godine.

## Povijest i profil
Časopis je rođen na inicijativu udruge Azione Cattolica kao katolički odgovor na sekularni strip, s ciljem da svojoj mladoj publici ponudi stripove koji imaju pozitivne moralne vrijednosti i koji poštuju katoličku doktrinu. Strip o Beowulfu, formata Enrica Basarija, objavljen je u časopisu 1941. Bio je to prvi strip format Beowulfa. 
Il Vittorioso imao je dobar komercijalni uspjeh, s prosječnom nakladom od oko 200 000 primjeraka tjedno, zahvaljujući čak i distribucijskom kanalu koji je uključivao župe i katoličke obrazovne ustanove.
Časopis je obuhvaćao samo djela talijanskih crtača i lansirao je karijeru nekoliko njih, posebno Benita Jacovittija.